# アダム・ヤング
アダム・ヤング （Adam Young, 1986年7月5日 - ）は、アメリカ合衆国の作曲家、音楽家、マルチプレイヤー、プロデューサー。ソロプロジェクト「アウル・シティー（Owl City）」の名で最もよく知られる。 ミネソタ州オワトナ生まれ。

## 来歴
初期は地元で幼なじみとバンド活動をしたり、ソロで楽曲を制作してpurevolume.comやMySpaceで配信していた。2007年8月に「アウル・シティー」としては初めての制作物であるEP「Of June」、翌年2008年3月にアルバム「Maybe I'm Dreaming」を配信して人気を博した。
2009年、Universal Republic Recordsと契約。 自身2枚目のフルアルバム「オーシャン・アイズ」をリリースした。シングルカットされた「ファイアフライズ」が全世界で1,200万枚を売り上げ、世界23カ国でチャート1位を獲得、一気にブレイクした。日本ではその少し前にEP、初アルバムも発売された。
アウル・シティーとして2010年秋に初来日、2011年秋には来日単独ツアーを行い、以降2012年～2018年の間に複数来日した。その中では「フジロックフェスティバル」や「SEKAI NO OWARI」のコンサート、「ASIAN KUNG-FU GENERATION」主催のロックフェス「NANO MUGEN」に参加したり、SEKAI NO OWARIとコラボした歌を複数作曲・プロデュースしたり、日本限定アルバムを発売したりと日本と関わりのある活動も多く行なっている。
最も名の知られた「アウル・シティー」以外にも、アコースティック・シンセポップジャンルの「Sky Sailing」、アンビエント・実験音楽ジャンルの「Port Blue」、映画サウンドトラック・ジャンルの「Adam Young Scores」など複数の名義で活動している。なお、「Color Therapy」の名前でもアルバムを発売していて、それは米音楽著作権管理団体（ASCAP）のホームページ上でアダム・ヤングが製作者と記されており、非公式であるが確定されている。

## 人物
すべての楽曲はmacOS用の音楽制作ソフトLogicで制作している。不眠症気味で、眠れずに夜起きている時に曲のアイデアがよく浮かぶという。写真が好きで、アマチュアフォトグラファーとしてのwebサイトも持っている。熱心なキリスト教徒（パブテスト派）で、夜寝る前に聖書の一節を唱える祈りは欠かさない。